# Jewhenij Hieller
Jewhenij Borysowycz Hieller, ukr. Євгеній Борисович Гєллєр (ur. 12 maja 1974 w Doniecku) – ukraiński polityk, biznesmen i działacz sportowy, właściciel i prezes klubu piłkarskiego Zoria Ługańsk.

## Życiorys
W 1996 ukończył studia na Politechnice Donieckiej, uzyskując tytuł zawodowy inżyniera-ekonomisty. Zajął się prowadzeniem działalności gospodarczej w branży obróbki metali kolorowych. Objął kontrolę nad koncernem TPK "Ukrspław", w skład którego wchodzą przedsiębiorstwa "Cynk", "DonMaszAstra", "Gradient". Jako działacz sportowy w 2004 zaangażował się w pracę w klubie futsalowym MFK Szachtar Donieck, był jego prezesem do 2006. W 2009 został prezesem klubu piłkarskiego Zoria Ługańsk.
Zaangażował się również w działalność polityczną w ramach Partii Regionów. Od 2002 do 2006 był deputowanym Donieckiej Rady Obwodowej. W wyborach krajowych w 2006, w 2007 i w 2012 uzyskiwał z ramienia PR mandat deputowanego do Rady Najwyższej Ukrainy V, VI i VII kadencji. W 2014 z powodzeniem ubiegał się o reelekcję jako kandydat niezależny.
Żonaty, ma córkę.